# Czadrówek (przystanek kolejowy)
Czadrówek – zamknięty w 1954 roku przystanek osobowy w Kamiennej Górze na linii kolejowej nr 330, w województwie dolnośląskim, w Polsce.